# Meeuwenduinen
De Meeuwenduinen is een natuurgebied op de westzijde van het Nederlandse eiland Schouwen-Duiveland, provincie Zeeland. Het duingebied maakt deel uit van het Natura 2000-gebied de Kop van Schouwen en ligt ten westen van de plaats Renesse. 
Het gebied bestaat uit jonge kale duinen en vlaktes met mossen en ook duingrasland. Er bloeit zeedistel, zeeraket en duindoorn. In het gebied komen verschillende dieren voor: zandbijen, zandhagedissen, de tapuit, de veldleeuwerik, de nachtegaal, meeuwen (in het duingebied broeden kleine mantelmeeuwen en zilvermeeuwen).

## Afbeeldingen

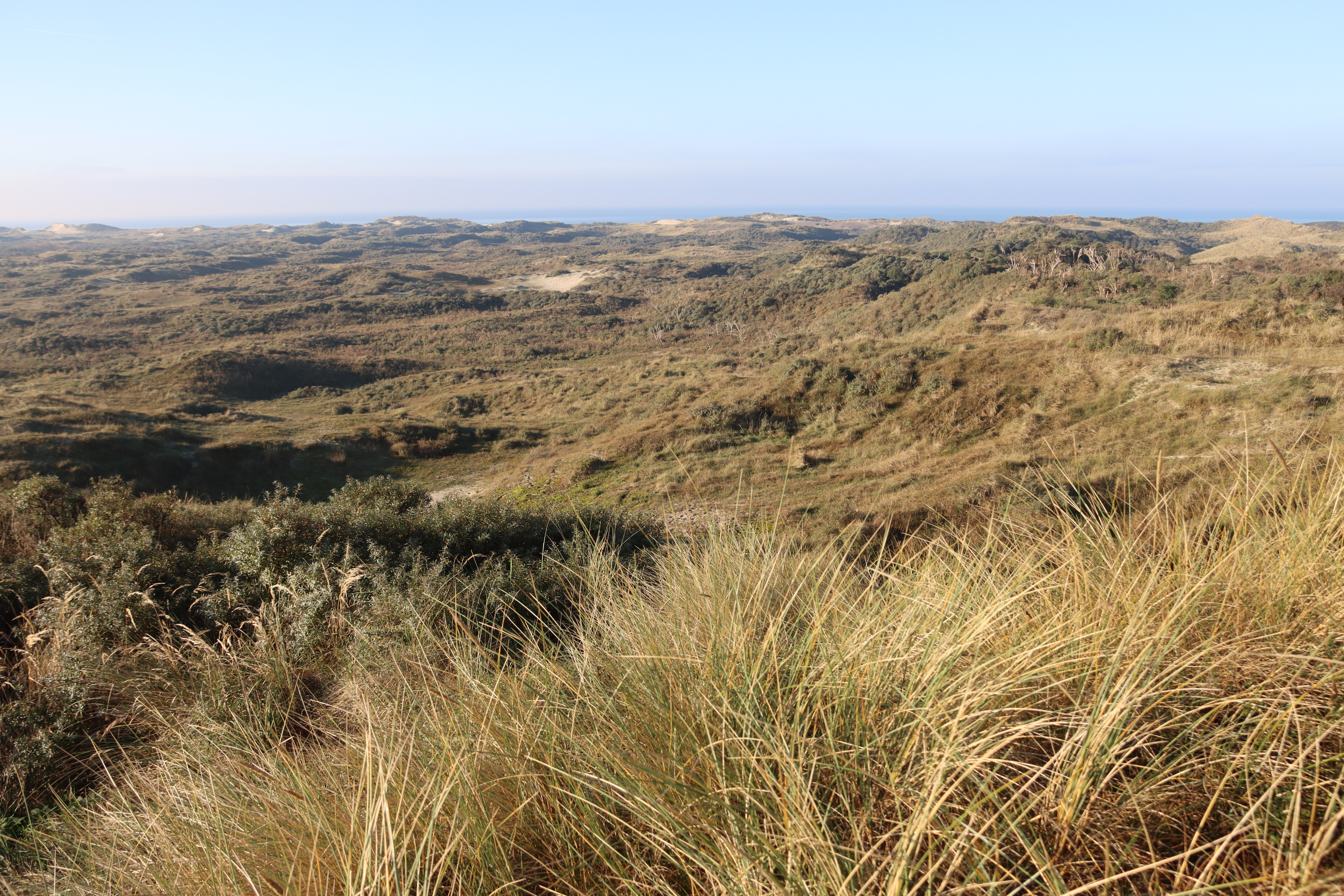
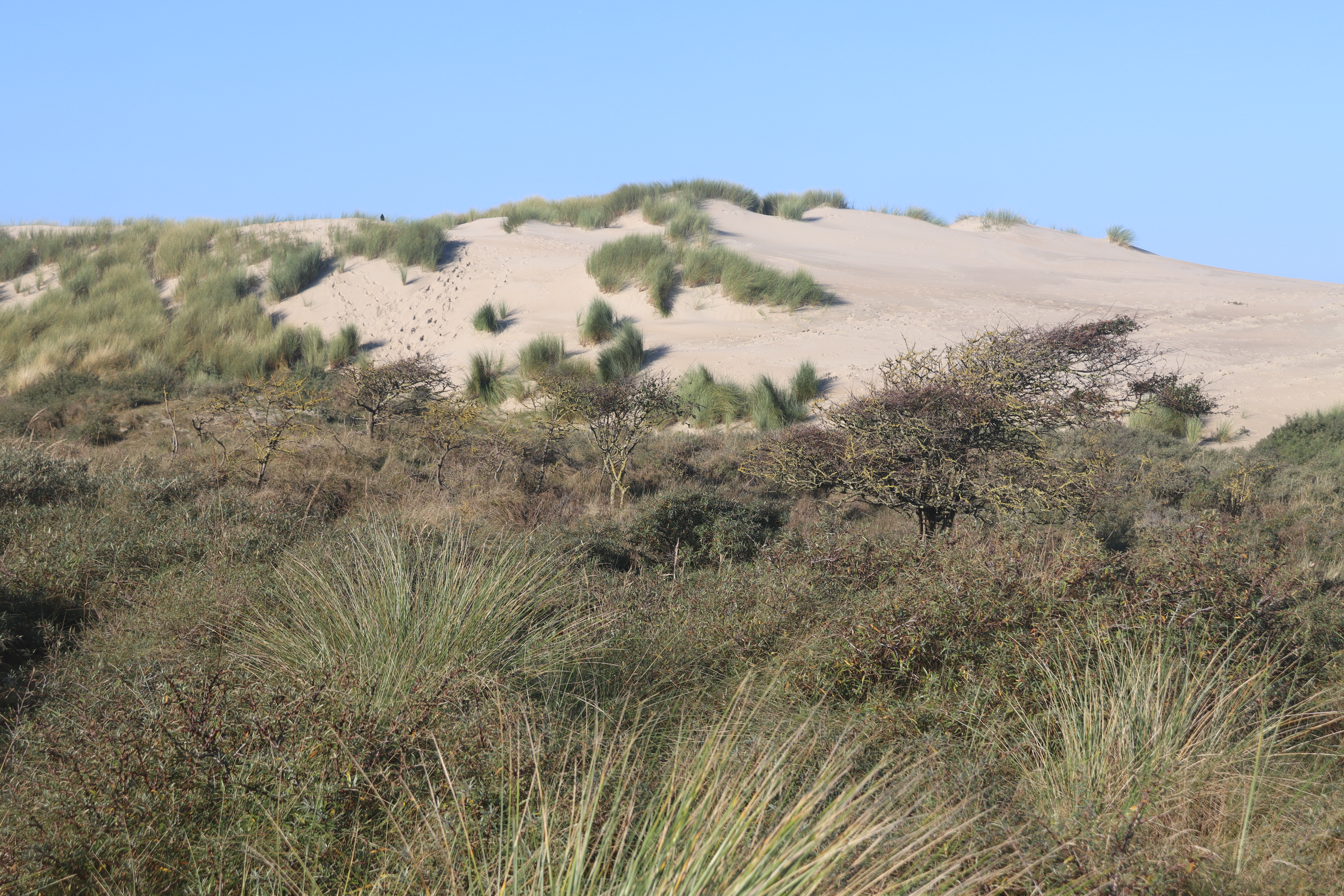